# Mistrzostwa Azji w Lekkoatletyce 2025
26. Mistrzostwa Azji w Lekkoatletyce – zawody lekkoatletyczne, które odbyły się w dniach 27-31 maja 2025 w Gumi.

## Rezultaty

### Mężczyźni
| Konkurencja                   | 1. miejsce                                                                     | Wynik    | 2. miejsce                                                                                   | Wynik    | 3. miejsce                                                                | Wynik    |
| ----------------------------- | ------------------------------------------------------------------------------ | -------- | -------------------------------------------------------------------------------------------- | -------- | ------------------------------------------------------------------------- | -------- |
| Bieg na 100 m                 | Hiroki Yanagita                                                                | 10,20    | Puripol Boonson                                                                              | 10,20    | Abdullah Abkar Mohammed                                                   | 10,30    |
| Bieg na 200 m                 | Towa Uzawa                                                                     | 20,12    | Abdulaziz Abdu Atafi                                                                         | 20,31    | Animesh Kujur                                                             | 20,32    |
| Bieg na 400 m                 | Ammar Ibrahim                                                                  | 45,33    | Kentarō Satō                                                                                 | 45,50    | Kalinga Kumarage                                                          | 45,55    |
| Bieg na 800 m                 | Ibrahim az-Zafiri                                                              | 1:44,59  | Ali Amirian                                                                                  | 1:44,97  | Abu Bakr Hajdar                                                           | 1:45,20  |
| Bieg na 1500 m                | Kazuto Iizawa                                                                  | 3:42,56  | Jae-ung Lee                                                                                  | 3:42,79  | Yoonus Shah                                                               | 3:43,03  |
| Bieg na 5000 m                | Gulveer Singh                                                                  | 13:24,77 | Kieran Tuntivate                                                                             | 13:24,97 | Nagiya Mori                                                               | 13:25,06 |
| Bieg na 10 000 m              | Gulveer Singh                                                                  | 28:38,63 | Mebuki Suzuki                                                                                | 28:43,84 | Albert Rop                                                                | 28:46,82 |
| Bieg na 3000 m z przeszkodami | Avinash Sable                                                                  | 8:20,92  | Yutaro Niinae                                                                                | 8:24,41  | Zakaria al-Hilami                                                         | 8:27,12  |
| Bieg na 110 m przez płotki    | Rachid Muratake                                                                | 13,22    | Liu Junxi                                                                                    | 13,31    | Qin Weibo                                                                 | 13,45    |
| Bieg na 400 m przez płotki    | Abderrahaman Samba                                                             | 48,00    | Bassem Hemeida                                                                               | 49,44    | Chung-wei Lin                                                             | 49,73    |
| Sztafeta 4 × 100 m            | Korea Południowa Seo Min-jun · Nwamadi Joel-jin · Lee Jae-seong · Lee Jun-hyuk | 38,49    | Tajlandia Natawat Iamudom · Thawatchai Himaiad · Chayut Khongprasit · Puripol Boonson        | 38,78    | Hongkong Yat Lok Chan · Lee Hong Kit · Chun Ting Kwok · Magnus Johannsson | 39,10    |
| Sztafeta 4 × 400 m            | Katar Abderrahaman Samba · Bassem Hemeida · Hatim Aitoulghazi · Ammar Ibrahim  | 3:03,52  | Indie Jay Kumar · Dharmveer Choudhary · Manu Thekkinalil Saji · Vishal Thennarasu Kayalvizhi | 3:03,67  | Chiny Liang Baotang · Zhang Qining · Ailixier Wumaier · Fu Haoran         | 3:03,73  |
| Chód na 20 km                 | Wang Zhaozhao                                                                  | 1:20:37  | Kento Yoshikawa                                                                              | 1:20:46  | Servin Sebastian                                                          | 1:21:14  |
| Skok wzwyż                    | Woo Sang-hyeok                                                                 | 2,29     | Tomohiro Shinno                                                                              | 2,26     | Tawan Kaewkam                                                             | 2,23     |
| Skok o tyczce                 | Ernest John Obiena                                                             | 5,77     | Huang Bokai                                                                                  | 5,72     | Patsapong Amsam-ang                                                       | 5,67     |
| Skok w dal                    | Shu Heng                                                                       | 8,22     | Lin Yu-tang                                                                                  | 8,20     | Keito Yamaura                                                             | 8,08     |
| Trójskok                      | Zhu Yaming                                                                     | 17,06    | Praveen Chithravel                                                                           | 16,90    | Yu Gyu-min                                                                | 16,82    |
| Pchnięcie kulą                | Mohammadreza Tajjbi                                                            | 20,32    | Xing Jialiang                                                                                | 19,97    | Mohammad Tolu                                                             | 19,92    |
| Rzut dyskiem                  | Abudu’aini Tu’ergong                                                           | 63,47    | Masateru Yugami                                                                              | 60,38    | Irfan Shamsuddin                                                          | 58,82    |
| Rzut młotem                   | Wang Qi                                                                        | 74,50    | Tatsuto Nakagawa                                                                             | 71,97    | Shota Fukuda                                                              | 71,89    |
| Rzut oszczepem                | Arshad Nadeem                                                                  | 86,40    | Sachin Yadav                                                                                 | 85,16    | Yuta Sakiyama                                                             | 83,75    |
| Dziesięciobój                 | Fei Xiang                                                                      | 7634     | Tejaswin Shankar                                                                             | 7618     | Keisuke Okuda                                                             | 7602     |

### Kobiety
| Konkurencja                   | 1. miejsce                                                              | Wynik    | 2. miejsce                                                                                | Wynik    | 3. miejsce                                                                             | Wynik    |
| ----------------------------- | ----------------------------------------------------------------------- | -------- | ----------------------------------------------------------------------------------------- | -------- | -------------------------------------------------------------------------------------- | -------- |
| Bieg na 100 m                 | Liang Xiaojing                                                          | 11,37    | Shanti Veronica Pereira                                                                   | 11,41    | Trần Thị Nhi Yến                                                                       | 11,54    |
| Bieg na 200 m                 | Chen Yujie                                                              | 22,97    | Shanti Veronica Pereira                                                                   | 22,98    | Li Yuting                                                                              | 23,23    |
| Bieg na 400 m                 | Nanako Matsumoto                                                        | 52,17    | Rupal Chaudhary                                                                           | 52,68    | Jonbibi Hukmova                                                                        | 52,79    |
| Bieg na 800 m                 | Wu Hongjiao                                                             | 2:00,08  | Rin Kubo                                                                                  | 2:00,42  | Pooja                                                                                  | 2:01,89  |
| Bieg na 1500 m                | Li Chunhui                                                              | 4:10,58  | Pooja                                                                                     | 4:10,83  | Tomoka Kimura                                                                          | 4:11,56  |
| Bieg na 5000 m                | Norah Jeruto                                                            | 14:58,71 | Parul Chaudhary                                                                           | 15:15,33 | Yuma Yamamoto                                                                          | 15:16,86 |
| Bieg na 10 000 m              | Daisy Jepkemei                                                          | 30:48,44 | Ririka Hironaka                                                                           | 30:56,32 | Mikuni Yada                                                                            | 31:12,21 |
| Bieg na 3000 m z przeszkodami | Norah Jeruto                                                            | 9:10,46  | Parul Chaudhary                                                                           | 9:12,46  | Daisy Jepkemei                                                                         | 9:27,51  |
| Bieg na 100 m przez płotki    | Jyothi Yarraji                                                          | 12,96    | Yumi Tanaka                                                                               | 13,07    | Wu Yanni                                                                               | 13,07    |
| Bieg na 400 m przez płotki    | Mo Jiadie                                                               | 55,31    | Kemi Adekoya                                                                              | 55,32    | Vithya Ramraj                                                                          | 56,46    |
| Sztafeta 4 × 100 m            | Chiny Chen Yujie · Li Yuting · Zhu Junying · Liang Xiaojing             | 43,28    | Indie Srabani Nanda · Sneha Sathyanarayana Shanuvalli · Abinaya Rajarajan · Nithya Gandhe | 43,86    | Tajlandia Jirapat Khanonta · Supanich Poolkerd · Sukanda Petraksa · Athicha Phetkun    | 44,26    |
| Sztafeta 4 × 400 m            | Indie Jisna Mathew · Rupal Chaudhary · Rajitha Kunja · Subha Venkatesan | 3:34,18  | Wietnam Nguyễn Thị Ngọc · Nguyễn Thị Hằng · Quách Thị Lan · Hoàng Thị Minh Hạnh           | 3:34,77  | Sri Lanka Nadeesha Ramanayake · Lakshima Mendis · Jayeshi Uththara · Harshani Fernando | 3:36,67  |
| Chód na 20 km                 | Yin Hang                                                                | 1:30:44  | Ma Li                                                                                     | 1:32:08  | Jasmina Tokzanbajewa                                                                   | 1:32:22  |
| Skok wzwyż                    | Pooja Singh                                                             | 1,89     | Safina Sadullayeva Jelizawieta Matwiejewa                                                 | 1,86     | N/A                                                                                    | N/A      |
| Skok o tyczce                 | Niu Chunge                                                              | 4,48     | Xu Huiqin                                                                                 | 4,23     | Misaki Morota                                                                          | 4,13     |
| Skok w dal                    | Rejhane Mobini Arani                                                    | 6,40     | Ancy Sojan                                                                                | 6,33     | Shaili Singh                                                                           | 6,30     |
| Trójskok                      | Li Yi                                                                   | 13,80    | Sharifa Davronova                                                                         | 13,74    | Mariko Morimoto                                                                        | 13,65    |
| Pchnięcie kulą                | Ma Yue                                                                  | 18,26    | Song Jiayuan                                                                              | 17,78    | Chiang Ching-yuan                                                                      | 17,42    |
| Rzut dyskiem                  | Feng Bin                                                                | 61,90    | Subenrat Insaeng                                                                          | 57,68    | Nanaka Kori                                                                            | 56,48    |
| Rzut młotem                   | Ji Li                                                                   | 72,98    | Li Jiangyan                                                                               | 69,13    | Yu Ya-chien                                                                            | 64,25    |
| Rzut oszczepem                | Su Lingdan                                                              | 63,29    | Momone Ueda                                                                               | 59,39    | Sae Takemoto                                                                           | 58,94    |
| Siedmiobój                    | Nandini Agasara                                                         | 5941     | Liu Jingyi                                                                                | 5869     | Chen Cai-juan                                                                          | 5608     |

### Zawody mieszane
| Konkurencja                 | 1. miejsce                                                                                           | Wynik   | 2. miejsce                                                         | Wynik   | 3. miejsce                                                                                     | Wynik   |
| --------------------------- | --- | ------- | ------------------------------------------------------------------ | ------- | ---------------------------------------------------------------------------------------------- | ------- |
| Sztafeta mieszana 4 × 400 m | Indie Santhosh Kumar Tamilarasan · Rupal Chaudhary · Vishal Thennarasu Kayalvizhi · Subha Venkatesan | 3:18,12 | Chiny Liang Baotang · Wu Hongjiao · Ailixier Wumaier · Liu Yinglan | 3:20,52 | Sri Lanka Sadew Wimansa Mudiyanselage · Lakshima Mendis · Kalinga Kumarage · Harshani Fernando | 3:21,95 |

## Klasyfikacja medalowa
*   Gospodarz ( Korea Południowa)
| Miejsce | Reprezentacja     | Złoto | Srebro | Brąz | Razem |
| ------- | ----------------- | ----- | ------ | ---- | ----- |
| 1       | Chiny             | 19    | 9      | 4    | 32    |
| 2       | Indie             | 8     | 10     | 6    | 24    |
| 3       | Japonia           | 5     | 11     | 12   | 28    |
| 4       | Kazachstan        | 3     | 1      | 2    | 6     |
| 4       | Katar             | 3     | 1      | 2    | 6     |
| 6       | Korea Południowa* | 2     | 1      | 1    | 4     |
| 7       | Iran              | 2     | 1      | 0    | 3     |
| 8       | Pakistan          | 1     | 0      | 0    | 1     |
| 8       | Filipiny          | 1     | 0      | 0    | 1     |
| 8       | Kuwejt            | 1     | 0      | 0    | 1     |
| 11      | Tajlandia         | 0     | 4      | 3    | 7     |
| 12      | Uzbekistan        | 0     | 2      | 1    | 3     |
| 13      | Singapur          | 0     | 2      | 0    | 2     |
| 14      | Chińskie Tajpej   | 0     | 1      | 4    | 5     |
| 15      | Arabia Saudyjska  | 0     | 1      | 2    | 3     |
| 16      | Wietnam           | 0     | 1      | 1    | 2     |
| 16      | Bahrajn           | 0     | 1      | 1    | 2     |
| 18      | Sri Lanka         | 0     | 0      | 3    | 3     |
| 19      | Hongkong          | 0     | 0      | 1    | 1     |
| 19      | Malezja           | 0     | 0      | 1    | 1     |
| Razem   | Razem             | 45    | 46     | 44   | 135   |